# Phineas Flynn
Phineas Flynn là 1 nhân vật hư cấu của loạt phim hoạt hình Phineas and Ferb. Được lồng tiếng bởi Vincent Martella và thiết kế bởi Dan Povenmire.	
Phineas lần đầu xuất hiện cùng với các nhân vật còn lại trong tập thí điểm "Rollercoaster." Phineas, cùng với người anh em họ Ferb Fletcher của cậu, là nhân vật chính của truyện, với các bạn cậu trong mỗi câu chuyện của mỗi tập phim.
Câu chuyện kể về nỗ lực của cậu bé Phineas để tránh sự nhàm chán bằng cách tìm những điều mới mẻ để thực hiện mỗi ngày trong kì nghỉ mùa hè.Cậu thực hiện ý định này với người anh em ít nói của cậu, Ferb Fletcher, và những đứa trẻ hàng xóm.Những hành động họ thường thực hiện thường là tạo ra những thứ kì quặc, kể cả đường sắt, nhà ma, sân trượt băng, do Phineas thiết kế và xây dựng.

## Giới thiệu
Phineas là 1 cậu bé (không rõ tuổi thực vì nhiều lý do) tốt bụng và đầy tính sáng tạo, muốn làm cho mùa hè tuyệt vời hơn. Vì thế, cậu thường có những ý tưởng táo bạo từ những sự kiện xảy ra xung quanh. Phineas là con riêng của Linda và là em trai ruột của Candace. Cậu rất thông minh và giàu trí tưởng tượng. Ferb là phụ tá của cậu trong các hoạt động của họ. Cậu rất yêu quý chị của mình là Candace, và thường cố gắng làm chị vui lòng; giúp đỡ của cô bằng cách đưa hình khuôn mặt trên Núi Rushmore trong ngày sinh nhật của cô, hoặc giúp đỡ cô ấy tập lái xe. Tuy nhiên, cậu thường vô tình đưa hình của mình trên chương trình trên tivi. Phineas luôn tỏ ra là một cậu bé lịch sự và ít khi tức giận với ai. Cậu cũng thường là người nghĩ ra kế hoạch làm việc của hai anh em cậu và Ferb trong cả ngày. Những câu nói quen thuộc của cậu là "Ferb, I know what we're gonna do today. " và "Hey, where's Perry ?". Lúc được người khác hỏi cậu có quá nhỏ để thực hiện những việc cậu đang làm, Phineas thường nói '"Yes, yes I am" hay "No,I don't think so."

## Những người trong gia đình
- Ferb Fletcher: Ferb là anh trai tuy một nhà nhưng không cùng huyết thống với Phineas và là người cùng Phineas hoàn thành các dự định hằng ngày. Họ rất thân thiết và Phineas thường khen Ferb như:"Tớ không thể đòi hỏi 1 người anh em tốt hơn Ferb" hay "Tớ biết mình đang không thẻ làm khó cậu được" và cũng có khi là "Ấn tượng đấy, Ferb".
- Lawrence Fletcher: Lawrence là cha đẻ của Ferb. Ông là một nhà khảo cổ học người Anh và say mê những mẫu hóa thạch. Kỉ niệm ngày cưới giữa ông và Linda là vào ngày 15 tháng 6.
- Candace Flynn: Candace là chị gái của Phineas và Ferb. Cô bé luôn tìm cách mách mẹ về những việc hai anh em Phineas và Ferb làm nhưng hầu như đều thất bại. Bạn thân nhất của cô là Stacy. Cô thích Jeremy, anh nhân viên bán hàng ở tiệm Mr. Slushy Burger.
- Linda Flynn-Fletcher: Linda là mẹ đẻ của hai chị em Candace và cậu, mẹ kế của Ferb. Bà từng là "ca sĩ nổi một lần duy nhất" hồi thập niên 1980 với ca khúc "I'm Lindana And I Wanna Have Fun". Bà rất yêu thương 3 chị em.
- Perry the Platypus (Thú mỏ vịt Perry):Perry là vật nuôi yêu quý của cậu và Ferb. Nó còn là một đặc vụ nhưng cậu không biết điều đó. Perry làm việc cho Major Monogram chống lại nhà khoa học điên Heinz Doofenshmirtz.
- Clyde Flynn & Betty Jo Flynn: là ông bà ngoại của cậu. Hai người sống ở một túp lều nhỏ trong rừng, nơi mà Phineas gọi là "camping site"- khu cắm trại.
- Reginald Fletcher & Winifred Fletcher: là ông bà nội của cậu. Hai người sống ở một vùng quê thanh bình tại nước Anh. Ông Reginald đã một thời là "the flying fishmonger"- người bán cá bay chuyên bay qua những hẻm núi hiểm trở. Phineas đã cùng ông và Ferb bay qua hẻm McGregor "2.0" ở sân sau.

## Những câu nói
- * "Hey Ferb, I know what we're gonna do today!"
- * "Either we need more days of summer, or more of us."
- * "Greetings, movers and shakers!"
- * "So, Ferb, what should we do tomorrow? There's a world of possibilities. Maybe we should make a list!"
- * "Well, that's serendipitous."
- * "What do I look like, a fool?" (Khi mặc bộ đồ thằng hề)
- * "Have we learned nothing from Mary Shelly's Frankenstein?"
- * "Nah. I like to keep moving forward."
- * "Come on, Ferb. If we let a little heat stop us from having the best day ever, then the morning DJs win."
- * "Ladies and gentlemen, boys and girls, children of all ages; may I present to you a spectacle most of the morning in the making! The coolest... coaster... EVER!"
- * "Look! They've started their own overpriced coffee franchise! That's so '90s."
- * "Follow up single? Who do you think we are? Some two-bit hack who will keep writing new songs just because you'll pay us obscene amounts of cash!? Phineas and the Ferb-Tones are strictly a one-hit wonder! Good day to you, sir!"
- * (Trong trí tưởng tượng của Candace) "Good thinking, Ferb. We'll put these decoys up so Candace thinks we're doing nothing. And then while Candace isn't looking, we'll do something!"
- * "Oh my gosh, Ferb. I can't believe it! I've never noticed how soft our carpets are."
- * "We rotate out with the board of selectmen."
- * "What do you say Ferb, it'll give you a chance to work on your seaweed rap, ya know (hát Rap).
- * Clive Addison! We're your biggest fans!
- * "Hey, where's Perry?"
- * "Oh, there you are, Perry!"